# Manuele Cricca
Manuele Cricca (Ravenna, 7 gennaio 1981) è un ex pallavolista italiano.
Giocava nel ruolo di centrale.

## Carriera
Inizia l'attività agonistica a 14 anni, nelle squadre giovanili della sua città. Con la formazione "di casa" esordisce in Serie A1 nel 1998. Nel 2002 si trasferisce in un'altra squadra della Romagna, il Volley Forlì, nelle cui file disputa 4 campionati di A2. Nel mezzo della stagione 2004-05, precisamente il 20 dicembre, si trasferisce a Schio.

Con la maglia della nazionale giovanile conquista, nel 2005, la medaglia di bronzo alle Universiadi.
Con i club passa anche per Isernia, prima di rimettere piede nei campi della massima serie, nella formazione laziale di Latina.

Nel 2007 ritorna nella seconda serie, nelle file dell'Esse-Ti Carilo Loreto. Dopo due anni conquista il primo successo di rilievo della sua carriera: Loreto conclude al primo posto il campionato e ottiene la promozione diretta alla Serie A1. Nel 2009 passa a Padova,con la quale nella stagione 2010-2011 conquista la promozione nella massima seria A1.
attualmente gioca nella Donati CMC Porto Ravenna nel ruolo di centrale.

## Palmarès
- Universiadi 2005
- Campionato di A2: 2009